# Phyllis Holtby
Phyllis Margaret Holtby (* 10. Dezember 1906 in Winnipeg; † 21. März 1993 ebenda) war eine kanadische Pianistin, Cembalistin und Musikpädagogin.
Holtby studierte in Winnipeg bei Bernard Naylor und Eva Clare, bei Sigismond Stojowski und Ernest Hutcheson in New York sowie bei Frank Mannheimer in Duluth und nahm in ihrer Heimatstadt Cembalounterricht bei Pater Clayton Barcley. Sie trat als Solistin mit dem CBC Winnipeg Orchestra, dem Duluth Symphony Orchestra und dem Grand Forks Symphony Orchestra auf und gab bis Mitte der 1980er Jahre beim Women's Musical Club und beim Wednesday Morning Musicale und bei der CBC Klavier- und Cembalokonzerte.
Sie gab Gastvorlesungen an der University of North Dakota und wirkte als Prüferin an der University of Manitoba. Die YMCA-YWCA of Winnipeg wählte sie 1988 zur Frau des Jahres in Manitoba im Fach Kunst. Zu ihren zahlreichen Schülern zählten Scott Baker, Gerald Death, Thelma Harper, Peggy Kennedy, Kevin Kowal, Arlene Powell, Margaret Randell, Rupert Ross, Tom Stevenson und June Stinson.

## Quelle
- The Canadian Encyclopedia - Phyllis Holtby

| Personendaten    | Personendaten                                        |
| ---------------- | ---------------------------------------------------- |
| NAME             | Holtby, Phyllis                                      |
| ALTERNATIVNAMEN  | Holtby, Phyllis Margaret (vollständiger Name)        |
| KURZBESCHREIBUNG | kanadische Pianistin, Cembalistin und Musikpädagogin |
| GEBURTSDATUM     | 10. Dezember 1906                                    |
| GEBURTSORT       | Winnipeg                                             |
| STERBEDATUM      | 21. März 1993                                        |
| STERBEORT        | Winnipeg                                             |